# Colymbetes semenowi
Colymbetes semenowi är en skalbaggsart som först beskrevs av Jakovlev 1896.  Colymbetes semenowi ingår i släktet Colymbetes och familjen dykare. Inga underarter finns listade i Catalogue of Life.